# العلاقات الأذربيجانية الفنزويلية
العلاقات الأذربيجانية الفنزويلية هي العلاقات الثنائية التي تجمع بين أذربيجان وفنزويلا.

## مقارنة بين البلدين
هذه مقارنة عامة ومرجعية للدولتين:
| وجه المقارنة                                              | أذربيجان        | فنزويلا                                  |
| --------------------------------------------------------- | --------------- | ---------------------------------------- |
| المساحة (كم2)                                             | 86.60 ألف       | 916.45 ألف                               |
| عدد السكان (نسمة)                                         | 10.00 مليون     | 28.87 مليون                              |
| الكثافة السكانية (ن./كم²)                                 | 115.47          | 31.5                                     |
| العاصمة                                                   | باكو            | كاراكاس                                  |
| اللغة الرسمية                                             | اللغة الأذرية   | اللغة الإسبانية، لغة الإشارة الفنزويلية ‏ |
| العملة                                                    | مانات أذربيجاني | بوليفار فنزويلي                          |
| الناتج المحلي الإجمالي (بليون دولار)                      | 40.75 مليار     | 482.36 مليار                             |
| الناتج المحلي الإجمالي (تعادل القوة الشرائية) بليون دولار | 171.56 مليار    |                                          |
| الناتج المحلي الإجمالي الاسمي للفرد دولار أمريكي          | 5.50 ألف        |                                          |
| الناتج المحلي الإجمالي للفرد دولار أمريكي                 | 17.52 ألف       |                                          |
| مؤشر التنمية البشرية                                      | 0.751           | 0.762                                    |
| رمز المكالمات الدولي                                      | +994            | +58                                      |
| رمز الإنترنت                                              | .az             | .ve                                      |
| المنطقة الزمنية                                           | ت ع م+04:00     | 00                                       |

## منظمات دولية مشتركة
يشترك البلدان في عضوية مجموعة من المنظمات الدولية، منها:
| علم المنظمة | اسم المنظمة                        | تاريخ انضمام أذربيجان | تاريخ انضمام فنزويلا |
| ----------- | ---------------------------------- | --------------------- | -------------------- |
|             | الاتحاد البريدي العالمي            | ?                     | ?                    |
|             | يونسكو                             | 3 يونيو 1992          | 25 نوفمبر 1946       |
|             | البنك الدولي للإنشاء والتعمير      | 18 سبتمبر 1992        | 30 ديسمبر 1946       |
|             | وكالة ضمان الاستثمار متعدد الأطراف | 23 سبتمبر 1992        | 9 مايو 1994          |
|             | الاتحاد الدولي للاتصالات           | 10 أبريل 1992         | 13 أغسطس 1920        |
|             | مؤسسة التمويل الدولية              | 11 أكتوبر 1995        | 28 ديسمبر 1956       |
|             | منظمة الشرطة الجنائية الدولية      | ?                     | ?                    |
|             | الأمم المتحدة                      | 2 مارس 1992           | 15 نوفمبر 1945       |
|             | منظمة حظر الأسلحة الكيميائية       | ?                     | ?                    |

## وصلات خارجية
- موقع وزارة الخارجية الأذربيجانية
- موقع وزارة الخارجية الفنزويلية